# Ugo Lombardi
Ugo Lombardi (Roma, 19 de julho de 1911 — São Paulo, 6 de julho de 2002) foi um fotógrafo e cineasta italiano radicado no Brasil. É pai da atriz Bruna Lombardi.
Filho de Carlo Lombardi e Romilda Antonelli, chegou ao Brasil em setembro de 1948 juntamente com seu irmão Rodolfo Lombardi, dez anos antes de seu outro irmão Guglielmo Lombardi. Já trabalhava com fotografia no cinema italiano desde a década de 1920. Foi casado com a atriz Yvonne Sandner. Em 1940 atuou como fotógrafo na Atlântida no filme de Ricardo Fredda "Caçula do Barulho" com participação de Oscarito.
De 1943 a 1946 atuou na fotografia do filme "Desiderio" (Desejo) juntamente com seu irmão Rodolfo. Em 1946 como diretor no filme "Paisá" filmado em Nápoles, Roma, Florença e no delta do Pó com história e roteiro de Federico Fellini. 
Em 1952 filmou "Areião" com Maria Della Costa. Em 1953 atuou como diretor e fotógrafo no filme "É Proibido Beijar", com Tonia Carrero, Mario Sergio, Otelo Zeloni, Ziembinski, Inezita Barroso e Renato Consorte, entre outros. Ainda no mesmo ano em "Esquina da Ilusão" como diretor de Fotografia.
Em 1965 fotografia do filme "A Desforra" (The Redress) de Gino Palmisano com Tarcísio Meira.

## Carreira

### No cinema[1]
- 1938 - "Il suo destino"
- 1938 - "Mia moglie si diverte"
- 1938 - "Pietro Micca"
- 1938 - "Uma Mulher Se Diverte"
- 1939 - "A Grande Luz"
- 1939 - "Equatore"
- 1939 - "Lo vedi come sei... Lo vedi come sei?" (como o próprio Ugo Lombardi)
- 1939 - "Piccolo hotel"
- 1939 - "Terra di nessuno"
- 1940 - "Il capitano degli ussari"
- 1940 - "La danza dei milioni"
- 1940 - "Validità giorni dieci"
- 1941 - "L'amore canta" (uncredited)
- 1941 - "La forza bruta"
- 1941 - "Luna di miele"
- 1941 - "Notte di fortuna"
- 1941 - "Tempestade de Almas"
- 1942 - "Cuidado com Sua Mulher!"
- 1942 - "La principessa del sogno"
- 1942 - "Margherita fra i tre"
- 1943 - "Il fidanzato di mia moglie"
- 1943 - "La vispa Teresa" (uncredited)
- 1943 - "Mater dolorosa"
- 1943 - "Totó na Cova dos Leões"
- 1944 - "Gran premio"
- 1944 - "La prigione"
- 1946 - "Nono Mandamento"
- 1946 - Diretor de Produção do filme "Paisá" (título americano: Paisan)
- 1948 - "L'urlo"
- 1948 - "María de los Reyes"
- 1948 - "O Guarani"
- 1949 - "O Caçula do Barulho"
- 1950 - Diretor de Fotografia em "Somos Dois"
- 1951 - Diretor, Produtor e Escritor de "Hóspede de uma noite"
- 1952 - "Areião"
- 1943 - Fotografia no filme "Desiderio"
- 1953 - "El curioso impertinente"
- 1953 - Diretor de Fotografia em "Esquina da Ilusão"
- 1953 - Diretor de Fotografia em "Uma pulga na balança". Vera Cruz
- 1953 - Diretor de "É Proibido Beijar"
- 1957 - "Rebelião em Vila Rica"
- 1960 - "Dona Violante Miranda"
- 1960 - "Virou Bagunça"
- 1961 - "Samba em Brasília"
- 1961 - "Teus Olhos Castanhos"
- 1962 - "Três Colegas de Batina"
- 1963 - "Diretor de Sonografia em "O cabeleira"
- 1964 - "Um Morto ao Telefone"
- 1965 - Fotografia de "A Desforra"
- 1966 - Diretor de Sonografia em "O diabo de Vila Velha"